# Xavien Howard
Pour les articles homonymes, voir Howard.
(en) Statistiques sur pro-football-reference
Xavien Dwayne Howard, né le 4 juillet 1993 à Houston, est un joueur professionnel américain de football américain évoluant au poste de cornerback au sein de la National Football League (NFL) depuis la saison 2016.
Il a joué au football universitaire pour les Bears de l'Université Baylor pendant trois saisons au sein de la NCAA Division I FBS (2013-2015) avant d'être sélectionné au deuxième tour (38e au total) de la draft 2016 de la NFL par la franchise des Dolphins de Miami.
Avec les Dolphins, il est sélectionné dans la première équipe (2020) et la deuxième équipe (2018) All-Pro et dispute quatre Pro Bowls (saisons 2018, 2020, 2021 et 2022). Il termine également les saisons 2018 et 2020 en tant que meilleur intercepteur de la ligue.
Après huit saisons avec les Dolphins, ceux-ci le libèrent le 23 février 2024.

## Biographie

### Jeunesse
Howard est originaire de la région de Fifth Ward à Houston. Il fréquente la Wheatley High School à Houston au Texas où il joue cornerback et quarterback sous les ordres du head coach Cornelius McFarland. En 2011, après sa saison senior, il est nommé dans la première équipe Class 4A All-State par Associated Press en tant que defensive back. En 2012, il joue pour l'équipe du Texas au Texas-Louisiana High School All-Star Bayou Bowl. Elandon Roberts et Brian Allen, futurs joueurs de la NFL, participent également à la rencontre.
Il s'engage auprès de l'Université Baylor pour jouer au football universitaire.

### Carrière universitaire
Passant sa première saison (2012) à Baylor et participant à l’équipe d'entraînement, il obtient le statut de redshirt pour rester éligible et ne dispute aucune rencontre. Il dispute les 13 matchs de sa saison freshman, en 2013, en tant que cornerback réserviste dans les équipes spéciales. Il totalise cinq plaquages (tous en solo), une interception et un fumble forcé.
La saison 2014 le verra titulaire des 13 matchs des Bears. Il obtient une mention honorable des All-Big 12 des entraîneurs de la ligue et est nommé dans la deuxième équipe All-Big 12 par le Waco Tribune-Herald.
Durant sa saison junior, il joue les 13 matchs de son équipe comme titulaire. Il est cette fois nommé dans la première équipe All-Big 12 par les entraîneurs de la conférence, par Associated Press et par le Waco Tribune-Herald. À la fin de la saison, Howard se déclare éligible pour la draft 2016 de la NFL,.

### Carrière professionnelle
Howard est l'un des 59 defensive backs universitaires à assister au NFL Scouting Combine à Indianapolis, dans l'Indiana. Il complète tous les exercices et termine à la 12e place parmi les arrières défensifs dans les sprints courts. Il assiste au Pro Day de Baylor avec Shawn Oakman, Andrew Billings, Corey Coleman, Spencer Drango, Jimmy Landes, Grant Campbell, LaQuan McGowan et neuf autres coéquipiers. Howard choisit de refaire la majorité des exercices et d'améliorer toutes ses performances face aux dépisteurs et représentants des 32 équipes de la NFL, notamment devant les entraîneurs principaux Mike Tomlin des Steelers de Pittsburgh et Bill O'Brien des Texans de Houston. Il réduit son temps dans le sprint de 40 yards (4,44 secondes), augmente son saut vertical (38 ") et fait un exercice à trois cônes plus rapide (6,91 secondes). Howard assiste à des séances d'entraînement privée et à des visites avec plusieurs équipes de la NFL, incluant les Dolphins de Miami, les Buccaneers de Tampa Bay et les Titans du Tennessee,. À la fin du processus préliminaire, Howard est considéré comme étant un choix de deuxième ou de troisième tour selon les experts en matière de sélection et les dépisteurs de la NFL. NFLDraftScout.com le classe huitième meilleur cornerback de la draft, Mike Mayock et Gil Brandt, analystes de la NFL, le classent neuvième meilleur défenseur, et il obtient le 15e rang des meilleurs defensive backs selon Sports Illustrated,,,.
| Taille             | Poids           | Bras               | Main              | Sprint 40 yd | aux 10 yd | aux 20 yd | 20 yd shuttle | 3 cone drill | Détente verticale  | Détente horizontale | BP      |
| ------------------ | --------------- | ------------------ | ----------------- | ------------ | --------- | --------- | ------------- | ------------ | ------------------ | ------------------- | ------- |
| 6 ft 0 in (1,83 m) | 201 lbs (91 kg) | 31 in 1⁄4 (0,79 m) | 9 in 1⁄8 (0,23 m) | 4,44 s       | 1,55 s    | 2,53 s    | 4,15 s        | 6,91 s       | 38 in 1⁄2 (0,98 m) | 10 ft 5 in (3,17 m) | 11 reps |

* Les résultats sont les meilleurs du Pro Day de Baylor ou du NFL Scouting Combine
Les Dolphins de Miami choisissent Howard au deuxième tour, comme 38e joueur sélectionné, lors de la draft 2016. Afin de pouvoir le sélectionner, les Dolphins échangent leur choix de deuxième tour (42e rang) et de quatrième tour (107e rang) de la draft 2016 aux Ravens de Baltimore en échange de leur choix de deuxième tour plus haut (38e au total). Howard est le sixième cornerback sélectionné durant cette draft.

#### Dolphins de Miami

##### Saison 2016
Le 18 mai 2016, les Dolphins et Howard s'entendent sur un contrat de 6,12 millions de dollars sur quatre ans, assorti d'une garantie de 3,83 millions de dollars et d'une prime à la signature de 2,65 millions de dollars,.
Pendant les activités organisées par l'équipe et le mini camp, Howard compétitionne pour le poste de deuxième cornerback contre Tony Lippett. Le dernier jour du mini camp, Howard subit une blessure au genou et est placé sur la liste des personnes physiquement inaptes à jouer après avoir découvert qu'il aurait besoin d'une intervention chirurgicale. Howard a subi une arthroscopie et n'a pas pu participer au camp d'entraînement. Bien qu'il rate les trois premiers matches de pré-saison, l'entraîneur principal Adam Gase choisit de nommer Howard comme second cornerback titulaire, aux côtés du vétéran Byron Maxwell, pour commencer la saison régulière.
Il commence le premier match de la saison chez les Seahawks de Seattle et enregistré 11 plaquages, le plus haut de la saison, au cours de leur défaite 12–10. Le 6 octobre 2016, Howard subit une autre blessure au genou lors d'un entraînement. La blessure au ménisque nécessite une intervention chirurgicale et il rate les neuf matchs suivants (semaines 5 à 14). Le 17 décembre 2016, Howard dispute son premier match depuis sa blessure au genou. Il récolte trois plaquages en solo et dévie trois passe, lors d'une victoire de 34 à 13 contre les Jets de New York. Il termine sa première saison professionnelle avec 40 plaquages au total, dont 29 seuls, et six passes déviées en 8 matchs, tous comme titulaire.
Les Dolphins terminent leur première saison sous la direction de l'entraîneur principal Adam Gase, deuxièmes dans l'AFC Est, avec une fiche de 10 victoires et 6 défaites, et se qualifient pour les éliminatoires. Le 8 janvier 2017, Howard entame son premier match éliminatoire en carrière et enregistre cinq plaquages combinés, dévie deux passes et a fait sa première interception en carrière après une tentative de passe de Ben Roethlisberger, alors que les Dolphins sont vaincus par les Steelers de Pittsburgh dans le match de wild card de l'AFC.

##### Saison 2017
Howard entre au camp d'entraînement en 2017, désigné comme cornerback numéro un des Dolphins. Il est nommé titulaire pour commencer la saison régulière, avec Byron Maxwell. Bobby McCain et Alterraun Verner sont nommés suppléants.
Howard commence la saison des Dolphins chez les Chargers de Los Angeles et enregistre sept plaquages, le plus haut de la saison, lors de la victoire 19 à 17. Au cours de la semaine 13, Howard enregistre un plaquage en solo, cinq passes déviées et deux interceptions, ses meilleurs statistiques de la saison, lors d'une victoire 35-9 sur les Broncos de Denver. Au cours du deuxième quart temps, Howard intercepte une passe de Trevor Siemian et la retourne pour 30 yards pour marquer le premier touchdown de sa carrière en NFL. La semaine suivante, il dévie trois passes et intercepte deux fois le quarterback Tom Brady des Patriots de la Nouvelle-Angleterre lors de leur victoire de 27 à 20 lors du match du lundi. Il remporté les honneurs de joueur défensif de la semaine AFC pour sa performance contre les Patriots. Le 17 décembre 2017, Howard récolte quatre plaquages en solo et fait son premier sack en carrière sur Tyrod Taylor, alors que les Dolphins sont battus par les Bills de Buffalo 24 à 16.
Howard termine l'année 2017 avec 48 plaquages, dont 42 en solo, 13 déviations de passe, quatre interceptions et un sack en 16 matches comme titulaire.

##### Saison 2018
Pas de changement en 2018, le poste de cornerback titulaire revient toujours à Howard.
Au cours de la troisième semaine, Howard réalise son troisième match en carrière avec deux interceptions, contre Derek Carr lors de la victoire 28 à 20 sur les Raiders d'Oakland.
Le 25 novembre, lors du match contre les Colts d'Indianapolis de la semaine 12, Howard réalise deux interceptions en 14 secondes. Il attrape une passe du quarterback des Colts, Andrew Luck, alors qu'il reste un peu moins d'une minute au deuxième quart temps. Miami n'a pas été en mesure de tirer profit de la possession qui en a résulté et, à la suite d'un fumble, rend la balle aux Colts. Mais lors de la première mise en jeu, Howard intercepte Luck sur une passe destinée au tight end Eric Ebron.
La semaine suivante, contre les Bills de Buffalo, il compile deux interceptions, quatre plaquages et deux défenses de passes pour obtenir le titre de joueur défensif de la semaine de l'AFC.
Peu avant le match de la semaine 14, contre les Patriots de la Nouvelle-Angleterre, Howard est déclaré incertain à la suite d'une blessure au genou. Son absence est confirmée un peu plus tard. Le 9 décembre, il est annoncé qu'il a subi une intervention chirurgicale mais qu'il pourra jouer le match suivant contre les Vikings du Minnesota. Finalement, il ne jouera plus jusqu'à la fin de la saison.
Howard termine la saison 2018 en menant la ligue avec sept interceptions à égalité avec Kyle Fuller des Bears de Chicago et Damontae Kazee des Falcons d'Atlanta. Howard est nommé à son premier Pro Bowl, et le seul représentant de son équipe, et dans la deuxième équipe All-Pro.
De nombreuses rumeurs d'échange circulent à propos de Howard après la saison régulière. Il lui reste un an de son premier contrat, mais il est éligible pour une prolongation de contrat qui signifie un gros salaire, au vu ses performances, qui est généralement réservé à des joueurs confirmés. Le jour du Super Bowl LIII, Howard n'a toujours pas reçu d'offre de son club.

##### Saison 2019
Le 9 mai 2019, Howard signe une prolongation de contrat de cinq ans pour un montant de 76,5 millions de dollars dont 46 millions de dollars sont garantis, ce qui fait de lui le cornerback le mieux payé de la ligue. Au cours du match de la troisième semaine contre les Cowboys, Howard est expulsé après avoir giflé le wide receiver Cedrick Wilson Jr. (en) sur le masque facial. Avant d'être expulsé, Howard totalisait deux plaquages (défaite 6 à 31). Howard est forcé de manquer les trois matchs suivants en raison d'une blessure au genou. Il fait son retour en 8e semaine contre les Steelers. Dans le match, Howard intercepte une passe de Mason Rudolph destinée à JuJu Smith-Schuster avant de se blesser à nouveau au genou. Sans Howard, les Dolphins perdent 14 à 27. Il est placé sur la liste des blessés le 29 octobre 2019 à la suite d'une blessure au genou et manque le restant de la saison.

##### Saison 2024
Le 23 février 2024, Howard est libéré par les Dolphins

## Statistiques
| Année  | Équipe | Statut | MJ |       | Plaquages | Plaquages | Plaquages | Plaquages |       | Interceptions | Interceptions | Interceptions | Interceptions |  | Fumbles | Fumbles |
| Année  | Équipe | Statut | MJ | Total | Seul      | Ast.      | Sacks     | Nb.       | Yards | Déf.          | TD            | Nb.           | Rec.          |  |         |         |
| 2013   | Baylor | FR     | 3  | 5     | 5         | 0         | 0         | 1         | 7     | 0             | 0             | 1             | 0             |  |         |         |
| 2014   | Baylor | SO     | 13 | 51    | 42        | 9         | 1,5       | 4         | 40    | 13            | 0             | 0             | 0             |  |         |         |
| 2015   | Baylor | JR     | 13 | 42    | 37        | 5         | 0         | 5         | 74    | 10            | 0             | 0             | 1*            |  |         |         |
| Totaux | Totaux | Totaux | 29 | 98    | 84        | 14        | 1,5       | 10        | 121   | 23            | 0             | 1             | 1             |  |         |         |

* à la suite du fumble récupéré, Howard marque un touchdown
| Année  | Équipe            | MJ  |       | Plaquages | Plaquages | Plaquages | Plaquages |       | Interceptions | Interceptions | Interceptions | Interceptions |  | Fumbles | Fumbles |
| Année  | Équipe            | MJ  | Total | Seul      | Ast.      | Sacks     | Nb.       | Yards | Déf.          | TD            | Nb.           | Rec.          |  |         |         |
| 2016   | Dolphins de Miami | 07  | 40    | 29        | 11        | 0,0       | 0         | 0     | 06            | 0             | 1             | 0             |  |         |         |
| 2017   | Dolphins de Miami | 16  | 48    | 42        | 06        | 1,0       | 04        | 71    | 13            | 1             | 0             | 0             |  |         |         |
| 2018   | Dolphins de Miami | 12  | 35    | 25        | 10        | 0,0       | 07        | 52    | 12            | 0             | 0             | 1             |  |         |         |
| 2019   | Dolphins de Miami | 05  | 17    | 12        | 05        | 0,0       | 01        | 0     | 04            | 0             | 0             | 0             |  |         |         |
| 2020   | Dolphins de Miami | 16  | 51    | 40        | 11        | 0,0       | 10        | 77    | 20            | 0             | 1             | 0             |  |         |         |
| 2021   | Dolphins de Miami | 16  | 50    | 39        | 11        | 1,0       | 05        | 54    | 16            | 1             | 2             | 2             |  |         |         |
| 2022   | Dolphins de Miami | 15  | 45    | 35        | 10        | 0,0       | 01        | 0     | 12            | 0             | 0             | 2             |  |         |         |
| 2023   | Dolphins de Miami | 13  | 45    | 36        | 09        | 0,0       | 01        | 0     | 12            | 0             | 0             | 0             |  |         |         |
| Totaux | Totaux            | 100 | 331   | 258       | 73        | 2,0       | 29        | 254   | 95            | 2             | 4             | 51            |  |         |         |

| Année  | Équipe            | MJ |       | Plaquages | Plaquages | Plaquages | Plaquages |       | Interceptions | Interceptions | Interceptions | Interceptions |  | Fumbles | Fumbles |
| Année  | Équipe            | MJ | Total | Seul      | Ast.      | Sacks     | Nb.       | Yards | Déf.          | TD            | Nb.           | Rec.          |  |         |         |
| 2016   | Dolphins de Miami | 1  | 5     | 3         | 2         | 0,0       | 1         | 11    | 2             | 0             | 0             | 0             |  |         |         |
| 2022   | Dolphins de Miami | 1  | 3     | 3         | 0         | 0,0       | 1         | 49    | 2             | 0             | 0             | 0             |  |         |         |
| Totaux | Totaux            | 2  | 8     | 6         | 2         | 0,0       | 2         | 60    | 4             | 0             | 0             | 0             |  |         |         |